# Fifteen
Fifteen är en countrypoplåt skriven och producerad av den amerikanska sångerskan Taylor Swift. Låten kommer från Taylors andra studioalbum, Fearless, som släpptes den 11 november 2008 och är albumets fjärde singel. Balladen är inspirerad av Taylors första år på high school och hennes bästa vän, Abigail Anderson. Textmässigt är låten en uppmuntring till high school-flickor att tro på sin egen potential och undvika att lägga alltför stor vikt på pojkar.
Låten blev en kritikersuccé, med recensioner som beskrev de effektiva texterna om tonåren, relationer och oskuld. "Fifteen" innebar ett genomsnittligt kommersiellt resultat för Swift i USA, där låten hittills nått nummer 23 på Billboard Hot 100. Låten släpptes senare som singel internationellt den 23 november 2009.

## Listplaceringar
| Singellista (2009-2010)                  | Topplacering |
| ---------------------------------------- | ------------ |
| Australian ARIA Singles Chart            | 48           |
| U.S. Billboard Hot Country Songs         | 7            |
| U.S. Billboard Hot 100                   | 23           |
| U.S. Billboard Pop Songs                 | 13           |
| Canadian Radio & Records Country Singles | 4            |
| Canadian Hot 100                         | 33           |